# Либерман фон Зонненберг, Макс
Макс Либерман фон Зонненберг (англ. Max Liebermann von Sonnenberg; 1848—1911) — германский политик, один из лидеров антисемитской партии в Германии.

## Биография

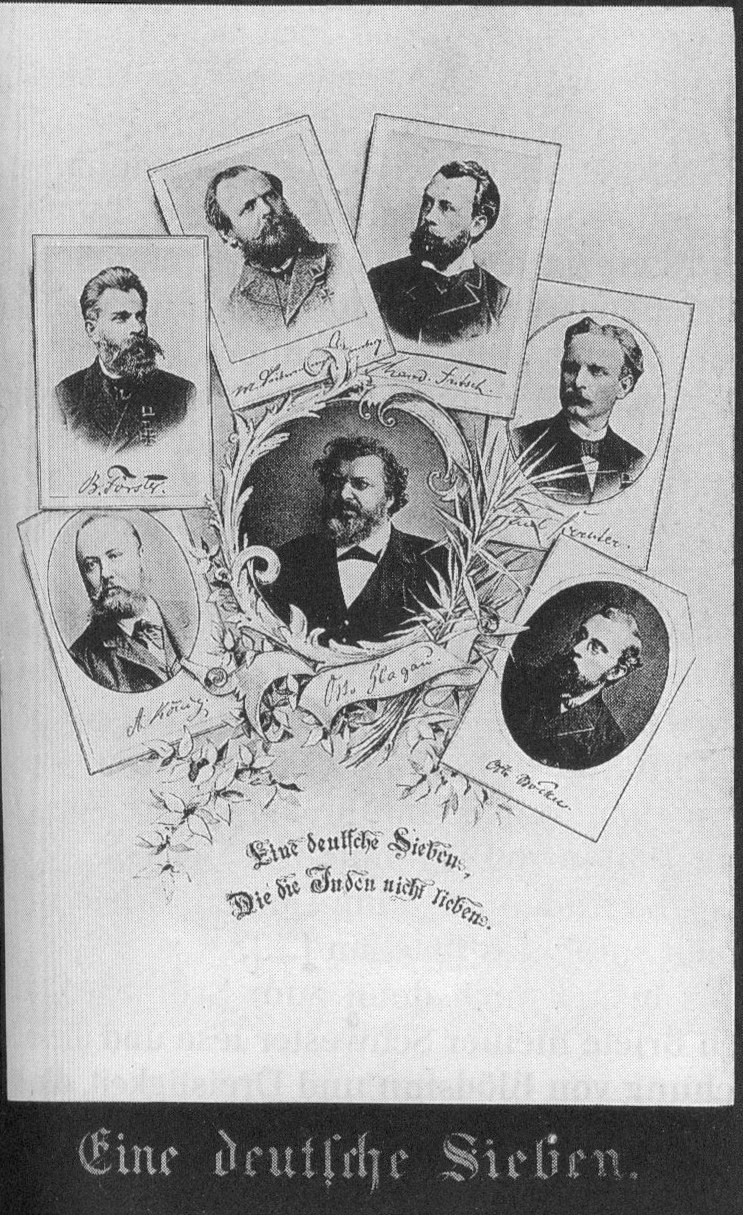
М. Либерман фон Зонненберг, Б. Фёрстер, О. Бёккель, Глагау, Отто, Фёрстер, Пауль, Т. Фрич и Кёниг, Адольф

Макс Либерман фон Зонненберг родился 21 августа 1848 года в Пруссии в семье немецкого офицера.
Во время Франко-прусской войны 1870—1871 гг. сражался на фронте, был ранен и в 1870 году получил Железный крест 2-го класса (четверть века спустя, в честь 25-летия победы в этой войне, к ордену были добавлены дубовые листья). В 1880 году Либерман фон Зонненберг вышел в отставку.
В 1889 году Либерман фон Зонненберг занял пост председателя правления немецко-социальной партии (аграрно-консервативного крыла антисемитической партии), где многократно выступал с антисемитическими заявлениями.
С 1890 года стал член рейхстага и редактировал еженедельное печатное издание «Deutsch-soziale Blätter». Помимо этого руководил ежегодником «Antisemitisches Jahrbuch» резко антисемитской направленности, который выходил в Берлине с 1897 года.
В 1894 году он добился объединения антисемитических партий в одну «Deutsch-soziale Reformpartei», в которой он председательствовал до её распада в 1900 году. В начале XX века Либерман фон Зонненберг сыграл заметную роль в эскалации конфликта вокруг Коницкого кровавого навета
Переизбранный в рейхстаг в 1893, 1898 и 1903 гг., Макс Либерман фон Зонненберг остался членом небольшой «новой немецко-социальной партии».
Кроме многочисленных речей, изданных отдельно, и небольших брошюр, он написал: «Beiträge zur Geschichte der antisemitischen Bewegung vom J. 1880—85»; издано в немецкой столице в 1885 году.
Макс Либерман фон Зонненберг умер 18 сентября 1911 года в городе Берлине и был похоронен на кладбище Инвалиденфридхоф.